# Макінтош (Алабама)
Макінтош (англ. McIntosh) — місто (англ. town) в США, в окрузі Вашингтон штату Алабама. Населення — 206 осіб (2020).

## Назва
Містечко отримало назву на честь Вільяма Макінтоша (нар.1775 — пом.30 квітня 1825), що також відомий як «Tustunnugee Hutkee» (Білий Воїн). Він був одним з найвидатніших вождів індіанців племені Кріків. Серед багатьох Кріків він вважався зрадником через його поступки уряду Сполучених Штатів і його вбивство 1825 розглядається як помста його ворогів.

## Географія
Макінтош розташований за координатами 31°15′54″ пн. ш. 88°1′42″ зх. д. / 31.26500° пн. ш. 88.02833° зх. д. (31.264957, -88.028369).  За даними Бюро перепису населення США в 2010 році місто мало площу 2,58 км², уся площа — суходіл.

## Демографія
Згідно з переписом 2010 року, у місті мешкало 238 осіб у 86 домогосподарствах у складі 64 родин. Густота населення становила 92 особи/км².  Було 103 помешкання (40/км²).
Расовий склад населення:
| - 55,5 % — чорних або афроамериканців - 37,0 % — білих - 4,2 % — корінних американців - 0,4 % — азіатів - 1,7 % — осіб інших рас |

До двох чи більше рас належало 1,3 %. Частка іспаномовних становила 2,9 % від усіх жителів.
За віковим діапазоном населення розподілялося таким чином: 31,1 % — особи молодші 18 років, 56,3 % — особи у віці 18—64 років, 12,6 % — особи у віці 65 років та старші. Медіана віку мешканця становила 38,5 року. На 100 осіб жіночої статі у місті припадало 81,7 чоловіків;  на 100 жінок у віці від 18 років та старших — 86,4 чоловіків також старших 18 років.
Середній дохід на одне домашнє господарство  становив 65 103 долари США (медіана — 48 625), а середній дохід на одну сім'ю — 67 221 долар (медіана — 49 875). За межею бідності перебувало 13,7 % осіб, у тому числі 29,5 % дітей у віці до 18 років та 3,6 % осіб у віці 65 років та старших.
Цивільне працевлаштоване населення становило 145 осіб. Основні галузі зайнятості: виробництво — 35,2 %, освіта, охорона здоров'я та соціальна допомога — 11,0 %, транспорт — 10,3 %, публічна адміністрація — 10,3 %.